# Gerónimo
Gerónimo (en idioma chiricahua: Goyaałé (AFI [gojaːˈɬe]), transcrito en inglés como Goyathlay, que significa «el que bosteza») (Cañón No-doyohn, Sonora, 16 de junio de 1829-Fort Sill, Oklahoma, 17 de febrero de 1909) fue un destacado jefe militar de los apaches Bendoke. Entre 1858 y 1886 luchó contra los ejércitos mexicano y estadounidense en la zona fronteriza de ambos países, junto a Juh, Victorio y Lozen.
Los ataques liderados por Gerónimo fueron la continuación de las llamadas guerras apaches, iniciadas por el jefe indio Mangas Coloradas.

## Biografía
Nació dentro de la tribu de los Apaches Bedonkohe en una apachería en la que su abuelo Mahko había sido jefe, cerca del Río Gila en el Cañón No-doyohn, en ese entonces parte del territorio de México, entre lo que se le conocería como La Mesilla y Alta California, actualmente en el estado de Arizona, Estados Unidos. Gerónimo era hijo de Taa Di Tlish Hn y de Gha Den Dini ("Aquella que es atravesada por la luz").
En el año 1880 las tropas del gobernador militar de Sonora asesinaron a su esposa, a sus tres hijos y a su madre. Gerónimo juró entonces vengarse y se asoció con Cochise, el jefe de los apaches chiricahua. Juntos atacaron Sonora, donde murieron numerosos soldados mexicanos. En los años siguientes se sucedieron los ataques a diversas ciudades mexicanas.
Al morir Cochise, su hijo Naiche proclamó a Gerónimo jefe de la tribu. No obstante, en 1884 se le obligó a ingresar en una reserva india. Gerónimo rechazó permanecer en ese pedazo de tierra árida y se marchó a México en 1885, acompañado de un grupo de guerreros entre los que estaban Chihuahua Mangas (hijo de Mangas Coloradas) y Nachez. A partir de entonces, iba y venía entre ambos lugares, arengando a su gente para que no aceptaran estar confinados en una reserva y vivir como prisioneros, y protagonizando diversos ataques a convoyes y colonos en forma infatigable.
En 1886, después de una fuga más de Gerónimo, en esta ocasión junto a aproximadamente una treintena de apaches más, se dio la orden de buscar y capturarlo, enviándose 3000 soldados (la tercera parte del Ejército estadounidense de la época) y ofreciéndose una recompensa de 20 dólares estadounidenses.
Gerónimo fue encontrado en la Sierra Madre y luego de tratativas con el ejército de los Estados Unidos, decidió entregarse. Seguidamente, los apaches (tanto seguidores de Gerónimo como los que sirvieron al ejército estadounidense) fueron enviados al fuerte Marion, en Florida, Estados Unidos, en donde las condiciones de vida a que fueron sometidos causaron numerosas muertes por enfermedades. Gerónimo fue recluido en la prisión de Fronteras (Sonora), en donde se conservan valiosos recuerdos en el museo que hoy lleva su nombre. Allí permaneció tres años. Transcurrido este tiempo, fue obligado por Estados Unidos a permanecer en una reserva india en Oklahoma, sin que tuviese la ocasión de ver de nuevo a su pueblo. Allí pasó los últimos años de su vida, teniendo que asumir lo que se llamaba por aquel entonces un «indio ejemplar», participando en un desfile presidencial y en la Exposición Universal de San Luis en 1904. En la Exposición Panamericana de Búfalo (1901), los organizadores reservaron dentro del Midway, ambiente destinado al entretenimiento, un espacio para la Aldea India, donde se representaban las costumbres de los pueblos nativos de Norteamérica. Cerca de setecientos indígenas en representación de cuarenta y dos tribus conformaban el Congreso Indio, entre ellos Crazy Snake y Gerónimo, líderes de la resistencia india, hechos prisioneros por el Gobierno Federal, quienes fueron llevados a la cita fuertemente custodiados por soldados. A todos ellos podía vérselos situados junto a un caballo que sumaba y restaba y a un chimpancé entre cuyas muchas habilidades estaban las de usar cubiertos, montar en bicicleta y tocar el piano. Gerónimo estuvo también en la Exposición Universal de San Luis de 1904, donde vendía arcos y flechas y autografiaba fotografías de sí mismo. Murió a los 79 años de edad.

## Vida personal
De acuerdo con las investigaciones de su bisnieto Alfonso Borrego, Gerónimo probablemente no estaba bautizado y ejercía primariamente como chamán, aunque en ocasiones convenientes se identificó como católico y hablaba español. Tras su cautividad, se convirtió a la Iglesia Reformista de América, aunque quizá por motivos más políticos que sinceros, para mostrar su adherencia al presidente estadounidense Theodore Roosevelt, y en cuatro años fue expulsado de ella por su hábito de apostar.

## Denuncias del robo de su calavera

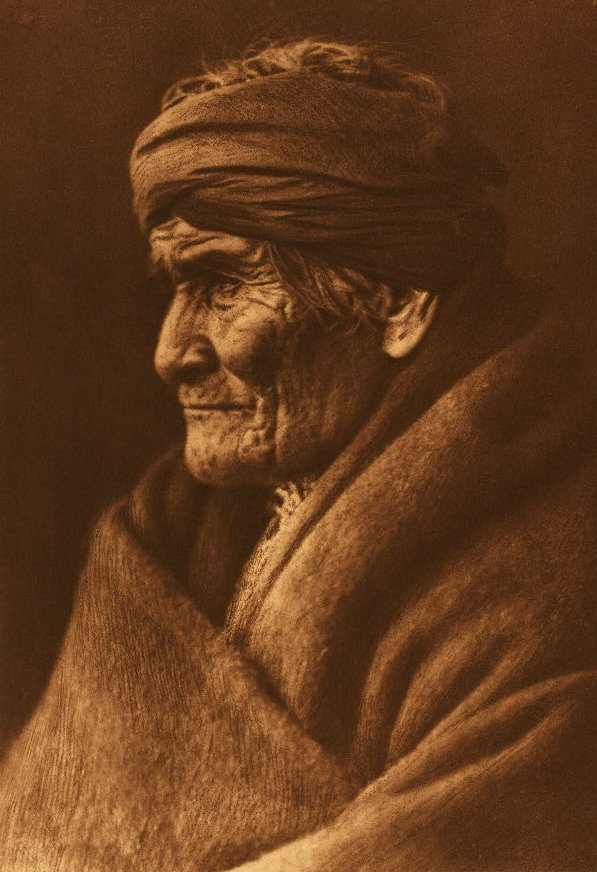
Retrato de Gerónimo por Edward S. Curtis, 1905.

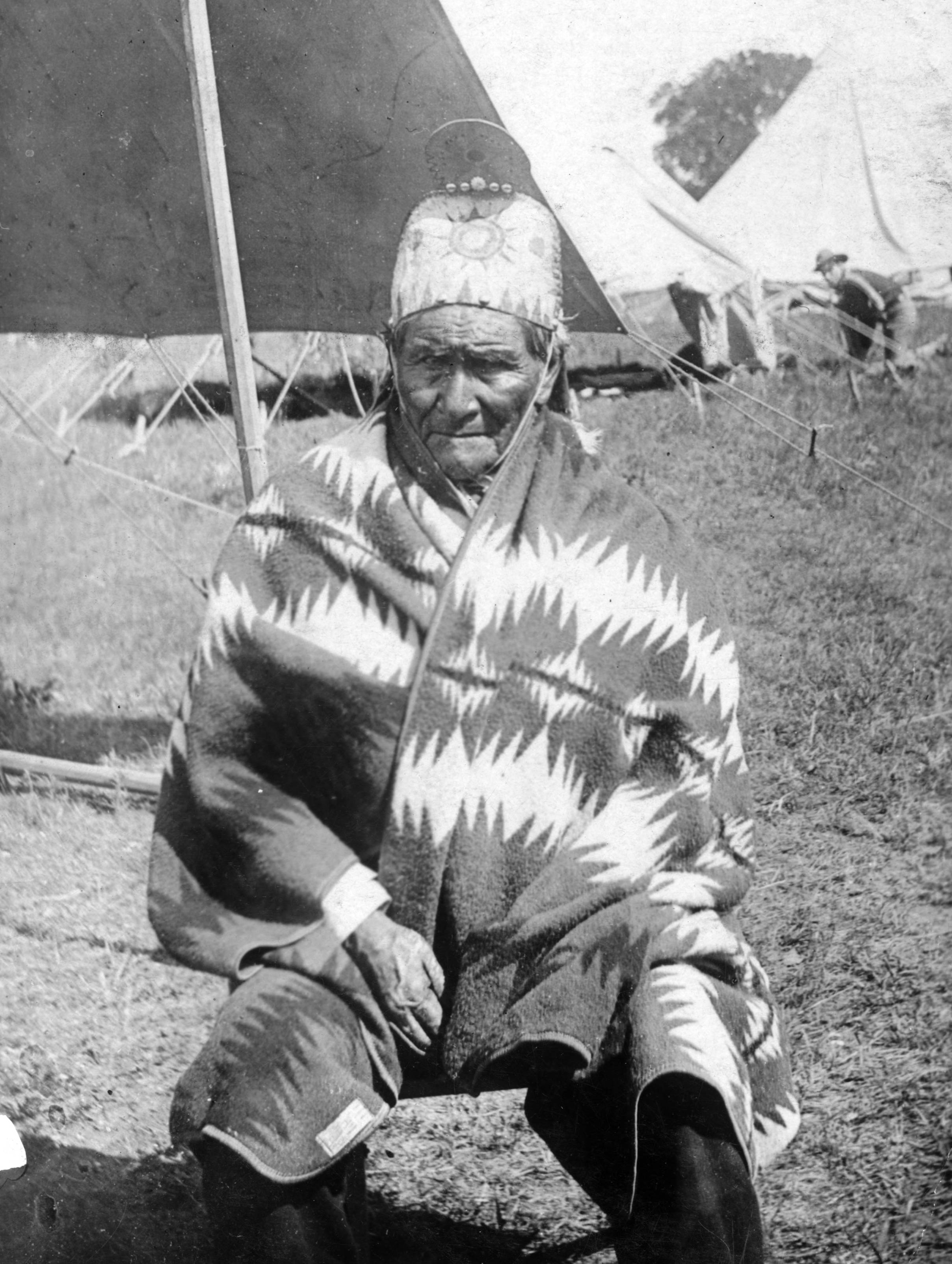
Gerónimo como prisionero de guerra de los Estados Unidos en 1905.

Seis miembros de la sociedad secreta de Yale llamada Skull and Bones, incluyendo a Prescott Bush, servían como voluntarios del ejército en Fort Sill, Oklahoma, durante la Primera Guerra Mundial. Varios partidos y organizaciones de Estados Unidos los han acusado de haber robado la calavera de Gerónimo y algunos artículos personales de este jefe apache, incluyendo sus riendas de plata, del Cementerio Apache de Prisioneros de Guerra. Alexandra Robbins afirmó que estos objetos estaban en la sede de la secta en Yale.
En 1986, el expresidente apache de San Carlos, Ned Anderson, recibió una carta y una foto con la calavera en la sede de Skull & Bones. Skull & Bones se ha reunido en varias ocasiones con oficiales para discutir el rumor; el fiscal del grupo, Endicott P. Davidson, niega que tengan la calavera y alega que la profanación y el robo de 1918 son un mito, rechazándolo. En 2006, Marc Wortman descubrió una carta de 1918 del miembro de los Skull & Bones Winter Mead, dirigida a F. Trubee Davison, que confirmaba el robo:

La calavera del preocupante Gerónimo, el Terrible, fue exhumada de su tumba en Fort Sill por nuestro club... está segura en nuestra tumba ("The Tomb" es la sede de los Skull and Bones) en Yale y además estaría un fémur y sus riendas de plata.
Carta de 1918 del miembro de los Skull & Bones Winter Mead a F. Trubee Davison

Pero Mead no estaba en Fort Sill, y el profesor de historia de la Universidad Cameron David H. Miller afirmó que, por entonces, la tumba de Gerónimo no estaba marcada. La revelación condujo a que Harlyn Gerónimo, de Mescalero, Nuevo México, escribiera al presidente George H. W. Bush (también miembro de los Skull & Bones) pidiéndole el regreso de los restos:

De acuerdo a nuestras tradiciones, los restos de este tipo, especialmente cuando la tumba fue profanada para que [los restos] fueran usados con fines que violan nuestra dignidad... necesitan ser reenterrados con los rituales apropiados... para devolverle su dignidad y permitir que su espíritu descanse en paz.
Carta de Harlyn Gerónimo, de Mescalero, Nuevo México, al presidente George H. W. Bush. 

En 2009, Ramsey Clark representó a los descendientes de Gerónimo en un juicio para lograr el retorno de los restos, contra Barack Obama, Robert Gates y los Skull and Bones, exigiendo el retorno de los huesos de Gerónimo. Un artículo en The New York Times afirma que Clark «reconoce que no tiene pruebas sustanciales de que la historia sea cierta». Ramsey Clark, ex fiscal general de los Estados Unidos, que representa a la familia de Gerónimo, reconoce que no tienen mayores datos, pero espera que la corte investigue.
Investigadores del rango de Cecil Adams a Kitty Kelley rechazan la historia. Un portavoz de Fort Sill afirmó a Adams: «No existen evidencias concretas de que los huesos estén en ninguna otra parte que en la tumba». Jeff Houser, presidente de la tribu apache de Fort Sill, Oklahoma, también llamó a la historia un mito.
Existe actualmente una petición ante el Congreso de los Estados Unidos para repatriar la calavera de Gerónimo.

## Cultura popular
- En muchas películas y series de televisión los personajes que se lanzan en caída libre suelen gritar su nombre como forma de adquirir valentía ante el salto. La costumbre ha terminado trascendiendo para el lenguaje coloquial en general y para cualquier situación físicamente arriesgada, con saltos o no. Según la versión más difundida, la expresión nació en 1940 en el seno de un regimiento estadounidense de paracaidistas que estaba entrenando, los cuales habrían visto juntos una película sobre el apache poco antes de realizar sus primeros saltos.
- En 2002, el cantautor británico Roger Waters, en el disco Flickering Flame: The Solo Years Vol. 1, incluyó la canción "Flickering Flame", en la que hace referencia al espíritu de ataque y de nunca rendirse de Gerónimo.
- En 2014, la banda de hard rock de Pottsville, Pensilvania, Crobot incluyó en su disco Something Supernatural la canción "Skull of Geronimo", en donde se cuenta el legado del líder apache y al mito que envuelve la profanación de sus restos.
- En 2015, el cantante cristiano mexicano Jesús Adrián Romero realizó el videoclip de su canción "Te dejo ganar" (que es parte de su álbum Soplando vida), donde este habla acerca del "Monumento a la rendición", edificado en honor a Gerónimo.
- Gerónimo y su identidad cultural hispánica son mencionadas en el documental de 2024 Hispanoamérica, canto de vida y esperanza, que cuenta con la participación de su propio bisnieto, Alfonso Borrego.

Gerónimo aparece mencionado en las siguientes obras:
- En cine y televisión:
  - Geronimo's Last Raid (1912)
  - Hawk of the Wilderness (1940)
  - Geronimo (1930)
  - La diligencia (1949)
  - Valley of the Sun (1948)
  - Fort Apache (1948)
  - Broken Arrow (1950)
  - I Killed Geronimo (1950)
  - Outpost (1951)
  - Son of Geronimo (1952)
  - The Battle at Apache Pass (1952)
  - Apache (1954)
  - Geronimo (1962)
  - Geronimo: An American Legend (1993)
  - "El indio Gerónimo", Las tres mellizas (2003)
  - Desierto sonoro (2019)
  - Doctor Who, "Gerónimo" es la frase típica de la undécima encarnación del Doctor (interpretado por Matt Smith, 2010-2013).